# Pepper's ghost

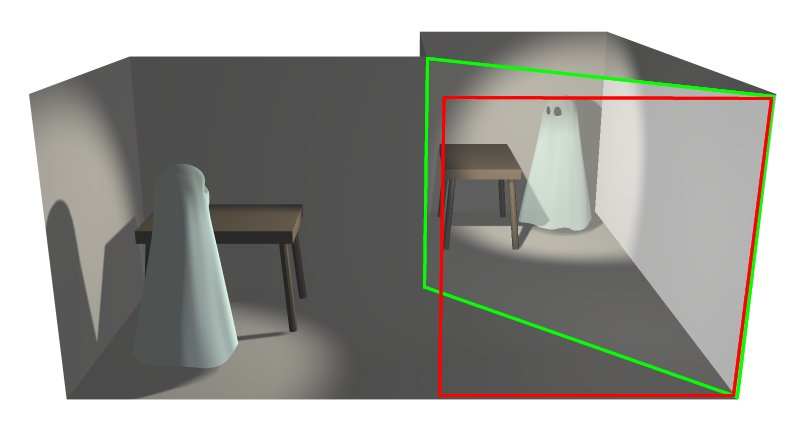
Iemand die door het rode vierkant kijkt, ziet een geest naast de tafel zweven. Deze illusie wordt opgewekt door een groot stuk glas of een half-verzilverde spiegel, die tussen de kijker en de scène instaat (groene vierkant).

Pepper's ghost is een truc om de illusie van een geestverschijning te creëren. Henry Dircks was de eerste die met het eigenlijke principe van de truc kwam, maar zijn ontwerpen waren praktisch niet uitvoerbaar op toneel. John Henry Pepper, een Londense hoogleraar scheikunde, slaagde er in 1862 in om er een goed bruikbare versie van te maken.

## Principe
De bedoeling is dat er een geest verschijnt op het toneel. Tussen het toneel en het publiek staat een glasplaat. Deze staat in een hoek van 45 graden gedraaid. Ergens naast het toneel, op een plek die voor het publiek niet zichtbaar is, staat de persoon die moet verschijnen als geest. (Het kan uiteraard ook om een voorwerp of pop gaan.)
Deze persoon wordt belicht door een felle lamp. Als de glasplaat goed staat, ziet het publiek de weerspiegeling van de persoon in de glasplaat. Maar doordat men erdoorheen kan kijken, lijkt het net een geest. Door de lamp langzaam aan te laten gaan, kan men de geest langzaam laten verschijnen; laat men de lamp langzaam uitgaan, dan verdwijnt de geest.

## Toepassingen
De Pepper's ghost-techniek begon als een toneelillusie, maar wordt tegenwoordig ook gebruikt in diverse attracties. In onder andere het Spookslot van de Efteling werd het gebruikt om (de geesten van) de burggraaf en zijn dochter, alsook een zwevende spookviool, te tonen. In dit geval stonden deze "geesten" onder het decor, recht voor een glasplaat die haaks op de vloer staat. De toeschouwers keken vanaf een hoger gelegen deel neer op deze glasplaat. Ook bij de heks Visculamia, aan de rechterzijde van de show, werd deze techniek toegepast, zij het nu met een spiegel in 45 graden positie. Dit principe wordt tegenwoordig nog toegepast in Herberg d'Ersteling(om een gedekte tafel te laten verschijnen bij het uitspreken van de spreuk "Tafeltje dek je"), de Chinese Nachtegaal (bij de dood), Pinokkio (blauwe fee in het huisje van Gepetto), Het Meisje met de Zwavelstokjes, Droomvlucht, en in Fata Morgana om een tovenaar te laten verschijnen.
Ook in andere parken wordt dit effect gebruikt. In Walibi Belgium verdwijnt zo een wetenschapster in het begin van Challenge of Tutankhamon, en in de parken van Disney wordt het effect gebruikt in attracties als Phantom Manor en The Twilight Zone Tower of Terror.
Andere Pepper's ghost-illusies zijn te vinden in:
- Het Spoorwegmuseum in Utrecht: een installatie van oude hutkoffers (droomkoffers) met hierin vijf verschillende Pepper's ghost-films.
- Media Experience in Hilversum: "Noctiluca". Deze Pepper's ghost-illusie heeft als noviteit dat deze werkelijk driedimensionaal is: een vis zwemt werkelijk om een jongen heen.
- Space Expo in Noordwijk: "Satelliet navigatie". Een spel waarbij langsvliegende planetoïden vernietigd moeten worden voordat zij onze satellieten beschadigen.
- TwentseWelle in Enschede: "Jongensdroom". Deze Pepper's ghost-illusie won een prijs (de Gouden Reiger 2008) voor beste Ruimtelijke Experience.
- Diergaarde Blijdorp in Rotterdam: ijsberenverblijf.
- Het Scheepvaartmuseum in Amsterdam: kleutervoorstelling Circus Zee, en virtueel avontuur "De Zeereis".
- Amsterdam Museum in Amsterdam: Pepper's ghost-illusie over slavernij.
- Het Grachtenhuis in Amsterdam: in een model van het Grachtenhuis wonen verschillende historische verschijningen.
- Het 'Rovershol' van Het Arsenaal in Vlissingen: een naakte vrouw die verdwijnt als men haar van de voorkant wil bekijken en de geest van een scheepskapitein die verschijnt in een scheepswrak.
- Wachtrij van Djengu River in Attractiepark Toverland.
- In Naturalis lijkt dankzij een Pepper's ghost-illusie een fossiel dinosaurusei uit te komen in de zaal Dinotijd. In de tentoonstelling Evolutie is een Pepper's ghost-illusie gebruikt om een aquarium te vullen met organismen uit het Cambrium.